# Санту-Антониу-ди-Жезус
Санту-Антониу-ди-Жезус (порт. Santo Antônio de Jesus) — муниципалитет в Бразилии, входит в штат Баия. Составная часть мезорегиона Агломерация Салвадор. Входит в экономико-статистический микрорегион Санту-Антониу-ди-Жезус. Население составляет 86 876 человек на 2006 год. Занимает площадь 259,213 км². Плотность населения — 335,2 чел./км².

## История
Город основан 29 мая 1880 года.

## Статистика
- Валовой внутренний продукт на 2005 год составляет 512 453 реалов (данные: Бразильский институт географии и статистики).
- Валовой внутренний продукт на душу населения на 2005 год составляет 5991 реал (данные: Бразильский институт географии и статистики).
- Индекс развития человеческого потенциала на 2000 год составляет 0,729 (данные: Программа развития ООН).

## География
Климат местности: тропический.